# 神酒大亮
神酒 大亮（みき だいすけ、1975年- ）は、日本の映画監督。株式会社ムービーインパクト代表。
熊本県生まれ。現代写実絵画を学び、広島市立大学大学院芸術学研究科修了後、映像作家として東京を拠点に活動中。

## 概要
2000年にアーティストチーム「θproject」結成。自主映画の監督として『バス停』『Blue Moon Cafe』『sugarless』などを発表。『バス停』は第2回京都国際学生映画祭で学生賞を受賞。また、ひろしま映像展でグランプリを3回受賞している。ぴあフィルムフェスティバル入選も果たし、広島の若手映画監督として一躍注目される。広島で劇場公開作品として製作された『Mine』はゆうばり国際ファンタスティック映画祭正式招待上映作品となった他、『fala』など多数の作品が全国公開されている。各地の映画祭で作品が受賞している。
東京に活動拠点を移した後も、2005年には横川と可部の間を走った日本最初のバスを題材に、長編映画『横川サスペンス』を発表。広島の映画館「横川シネマ!!」の最高観客動員数を更新した。
その後、動画共有サイトのYouTubeで『勝手広告』と題した映像作品を制作発表した。2009年には、YouTubeで新ジャンルの90秒シネマ『渋谷ファイト』他（ハプニングヒーロー／英雄 by 2XTREME）を発表。YouTubeで活躍する異色の映像作家でもある。